# Helvella verruculosa
Helvella verruculosa är en svampart som tillhör divisionen sporsäcksvampar, och som först beskrevs av Pier Andrea Saccardo, och fick sitt nu gällande namn av Harmaja. Helvella verruculosa ingår i släktet hattmurklor (Helvella), och familjen Helvellaceae. Arten är reproducerande i Sverige.